# 明海城遗址
明海城遗址，位于中国甘肃省肃南裕固族自治县，为一个省级文物保护单位，类型为古遗址。
明海城遗址的历史年代为唐代。